# Sheldon Rempal
Sheldon Rempal, född 7 augusti 1995 i Calgary, är en kanadensisk professionell ishockeyforward som är kontrakterad till Los Angeles Kings i National Hockey League (NHL) och spelar för Ontario Reign i American Hockey League (AHL). Han har tidigare spelat för Clarkson Golden Knights (Clarkson University) i National Collegiate Athletic Association (NCAA).
Rempal blev aldrig NHL-draftad.

## Statistik
| 2010–2011   | CBHA Rangers            | AMMHL       | 32 | 22 | 16 | 38  | 20 | —  | — | —  | —  | —  |
| 2011–2012   | CBHA Rangers            |             | 24 | 34 | 13 | 47  | 28 | 3  | 6 | 1  | 7  | 4  |
|             | Calgary Buffaloes       | AMHL        | 5  | 1  | 0  | 1   | 0  | —  | — | —  | —  | —  |
| 2012–2013   | Calgary Buffaloes       | AMHL        | 33 | 20 | 18 | 38  | 28 | 12 | 6 | 2  | 8  | 8  |
|             | Okotoks Oilers          | AJHL        | 3  | 1  | 0  | 1   | 0  | —  | — | —  | —  | —  |
| 2013–2014   | Nanaimo Clippers        | BCHL        | 58 | 22 | 28 | 50  | 30 | 5  | 3 | 1  | 4  | 0  |
| 2014–2015   | Nanaimo Clippers        | BCHL        | 53 | 29 | 24 | 53  | 52 | 23 | 7 | 5  | 12 | 14 |
| 2015–2016   | Nanaimo Clippers        | BCHL        | 56 | 59 | 51 | 110 | 88 | 14 | 9 | 14 | 23 | 8  |
| 2016–2017   | Clarkson Golden Knights | NCAA        | 39 | 11 | 12 | 23  | 14 | —  | — | —  | —  | —  |
| 2017–2018   | Clarkson Golden Knights | NCAA        | 39 | 23 | 23 | 46  | 34 | —  | — | —  | —  | —  |
| 2018–2019   | Los Angeles Kings       | NHL         | 1  | 0  | 0  | 0   | 0  | —  | — | —  | —  | —  |
|             | Ontario Reign           | AHL         | 4  | 4  | 4  | 8   | 2  | —  | — | —  | —  | —  |
| NHL totalt  | NHL totalt              | NHL totalt  | 1  | 0  | 0  | 0   | 0  | —  | — | —  | —  | —  |
| AHL totalt  | AHL totalt              | AHL totalt  | 4  | 4  | 4  | 8   | 2  | —  | — | —  | —  | —  |
| NCAA totalt | NCAA totalt             | NCAA totalt | 78 | 34 | 35 | 69  | 48 | —  | — | —  | —  | —  |